# Deiner Córdoba
Deiner Andrés Córdoba Escarpeta (Pueblo Rico, 21 aprile 1992) è un ex calciatore colombiano, di ruolo centrocampista.

## Carriera

### Club
Ha giocato nella prima divisione dei campionati colombiano, guatemalteco e bengalese.

### Nazionale
Ha giocato nelle nazionali giovanili colombiane Under-17 ed Under-20.